# Державне управління справами
Держа́вне управлі́ння спра́вами (ДУС) — спеціальний державний орган з матеріально-технічного, соціально-побутового та іншого забезпечення діяльності Президента України, Верховної ради, Кабміну, РНБО, інших державних органів, усіх міжнародних дипломатичних представництв на території держави (наразі понад 130).
Управління створено 2000 року для зменшення управлінських витрат, скорочення апарату, до 11 грудня 2019 в ньому працювало 165 осіб, з 11 грудня штат було скорочено до 155 працівників.

## Юридичний статус
Установа підпорядковується Президентові України.
Фінансування діяльності Державного управління справами здійснюється за рахунок коштів Державного бюджету України.
Окремі установи (Державне підприємство "Зал офіційних делегацій", Національний експоцентр України, Національний палац мистецтв «Україна», Преса України (державне видавництво), Готель «Україна» та ряд санаторіїв) діють на госпрозрахункових самоокупних засадах і з державного бюджету не фінансуються.
Державне управління справами очолює Керівник, якого призначає на посаду і звільняє з посади Президент України за поданням Глави Офісу Президента України.

## Керівництво
За державним управлянням справами закріпилася неофіційна назва «ДУСя».
Керівниками Державного управління справами Президента були:
- Дагаєв Ю. О. (2001—2003)
- Бакай І. М. (2 жовтня 2003 — 24 грудня 2004)
- Тарасюк І.Г (2005–2010)
- Кравець А. В. (25 лютого 2010 — 26 лютого 2014)
- Аверченко Сергій Миколайович (21 березня — 24 квітня 2014)[8][9]
- Чернецький Олег Валентинович (24 квітня — 27 травня 2014)
- Зубко Геннадій Григорович (27 травня — 10 червня 2014)
- Березенко Сергій Іванович (10 червня 2014[10] — 27 серпня 2015[11])
- Борзов Сергій Сергійович (в. о., 28 серпня 2015 — до 23 липня 2016)[12][13]
- Куцик Іван Маркович (23 липня 2016[14][15] — 11 червня 2019[16])
- Борзов Сергій Сергійович (т.в.о. 11 червня[17] — 1 серпня[18] 2019)
- Борзов Сергій Сергійович (1 серпня 2019 — 18 червня 2020)[19][20]

### Чинний керівник ДУС
- Лисий Ігор Васильович (з 14 грудня 2020[21])

## Установи в структурі ДУС[22]

### Освітні та наукові заклади
1. Національний інститут стратегічних досліджень

### Представництва Президента України
1. Представництво Президента України в Автономній Республіці Крим

### Медичні установи
1. Центр інноваційних технологій охорони здоров’я (До реорганізації у 2009 році заклад іменувався — Поліклініка №-1 Державного управління справами)
2. Державний заклад «Поліклініка №-2» ДУС
3. Клінічна лікарня «Феофанія»
4. Всеукраїнський центр радіохірургії
5. Центр превентивної медицини

###### Лікування військовослужбовців
У медичних та санаторних закладах Державного управління справами, за погодженням з медичними підрозділами військових відомств держави, проходять лікування військовослужбовці Збройних сил України — учасники бойових дій.

### Санаторно-курортні заклади
1. Санаторій «Конча-Заспа» — державне підприємство
2. Санаторій «Пуща-Озерна» — державне підприємство
3. Державне підприємство «Санаторій „Кришталевий палац“»
4. Державне підприємство «Санаторій „Збруч“»
5. Комплекс відпочинку «Пуща-Водиця» Державного управління справами
6. Будинок відпочинку «Конча-Заспа» Державного управління справами
7. Державне підприємство Санаторій «Моршинський»
8. Державний лікувально-профілактичний заклад «Санаторій імені М. О. Семашка»
9. Державне підприємство України Міжнародний дитячий центр «Артек» (від часу окупації Криму тимчасово перебуває в Санаторії «Пуща-Озерна»)

### Незаконно захоплені РФ
Під час збройної анексії Криму 2014 року дані санаторні заклади були антизаконно захоплені з усім майном і підпорядковані Управлінню справами Президента РФ:
- Санаторій «Південний» Державного управління справами
- Санаторний комплекс «Зорі України»
- Державне підприємство Санаторій «Гурзуфський»
- Державне підприємство Санаторій «Алуштинський»

### Підприємства та установи сфери культури
1. Комітет з Національної премії України імені Тараса Шевченка
2. Національний комплекс «Експоцентр України»
3. Державне підприємство Центр ділового та культурного співробітництва «Український дім»
4. Державне підприємство Національний палац мистецтв «Україна»
5. Національний культурно-мистецький та музейний комплекс «Мистецький арсенал»
6. Культурний центр України в м. Москві
7. Національний камерний ансамбль Київські солісти.

### Національні парки та заповідники
1. Азово-Сиваський національний природний парк
2. Державна організація Лісове господарство «Білоозерське»
3. Державна організація Резиденція «Залісся»
4. Державна організація Резиденція «Синьогора»

### Підприємства, установи та організації сфери обслуговування
1. Генеральна дирекція з обслуговування іноземних представництв
2. Державне авіаційне підприємство «Україна»
3. Державне підприємство «Автобаза ДУС»
4. Управління адміністративними будинками Державного управління справами
5. Державне підприємство Державного управління справами по обслуговуванню офіційних заходів «Гарант-сервіс»
6. Державне підприємство «Укржитлосервіс»
7. Державне підприємство «Зал офіційних делегацій»

### Підприємства та організації виробничої сфери діяльності
1. Будівельне управління Державного управління справами
2. Державне підприємство «БУДІВЕЛЬНО-МОНТАЖНЕ УПРАВЛІННЯ ДЕРЖАВНОГО УПРАВЛІННЯ СПРАВАМИ»
3. Державне підприємство «ТЕХНОБУД»
4. Державне підприємство «Чайка»
5. Державне підприємство «Житомирський лікеро-горілчаний завод»
6. Державне підприємство «Держінвестконсалтинг»

### Видавничі підприємства
1. Державне видавництво «Преса України» Державного управління справами
2. Державне підприємство "Редакція інформаційного бюлетеня «Офіційний вісник Президента України»

### Інші майнові активи
Крім цього, до сфери управління Державного управління справами належать земельні ділянки, на яких розташовані так звані «державні дачі». Вказані земельні ділянки розташовані в елітних районах міста Києва: «Конча-Заспа» та «Пуща-Водиця».